# Nantes Atlantique Kinball Club
Maillots
Le Nantes Atlantique Kinball Club (NAKC) est un club français de kin-ball, basé dans la ville de Nantes en Pays de la Loire.

## Historique[2]

### Les origines
Le Nantes Atlantique Kinball Club a été créé en février 2010 après que ses membres fondateurs aient découvert le kin-ball à Angers. Durant les premiers mois, c'est d'ailleurs avec le club de kin-ball du SCO d'Angers que s'entraînent les pionniers nantais du kin-ball. Les statuts d'une association sportive sont déposés en préfecture et le club devient effectif le 10 mars 2010.
Afin de développer la pratique du kin-ball dans la région nantaise, le NAKC multiplie les initiations et démonstrations du sport, notamment auprès des jeunes. C'est surtout pendant l'été 2010 que le NAKC se fait connaitre auprès du public ligérien à travers des participations à de nombreux festivals et évènements sportifs : Ram Dam, Sportez bien les Filles, Bouge ton Été ou encore Le Raid Erdre.
En septembre 2010, le club dispose à Nantes d'un créneau hebdomadaire d'une heure et demie, au gymnase de la Ripossière. Le NAKC attire rapidement joueuses et joueurs, jusqu'à compter une trentaine de licenciés en novembre 2010. Le club, affilié à la Fédération Kin-Ball France (FKBF), peut ainsi engager dès sa première année une équipe féminine et trois équipes masculines dans les championnats de France.
Saison 2010-2011 - Le NAKC a accueilli lors de la saison 2010-2011 deux journées du championnat de France :
- Le 12 décembre 2010, c'est dans son antre de la Ripossière que le NAKC a organisé la deuxième journée du Championnat de France 2010 - 2011, où près de 200 spectateurs sont venus encourager les Éléphants.
- Le 10 avril 2011, pour la 7e journée du Championnat, c'est le Palais des Sports de Beaulieu qui a accueilli les autres équipes du championnat. Sur un plan sportif, les différentes équipes nantaises ont engrangé 11 points sur 16 possibles.

La Coupe du Monde de Kin-Ball Nantes 2011 - La saison 2010-2011 s'est clôturée sur une grande nouvelle : le club du NAKC a été sollicité pour organiser la 6e édition de la Coupe du monde de kin-ball. Celle-ci, initialement prévue au Japon, s'est vue annulée pour cause de risques sanitaires provoqués par le tremblement de terre et le tsunami de Tohoku. Le NAKC a relevé un défi de taille puisque le club n'a eu que 5 mois pour organiser cet évènement d'envergure.

### La montée en puissance

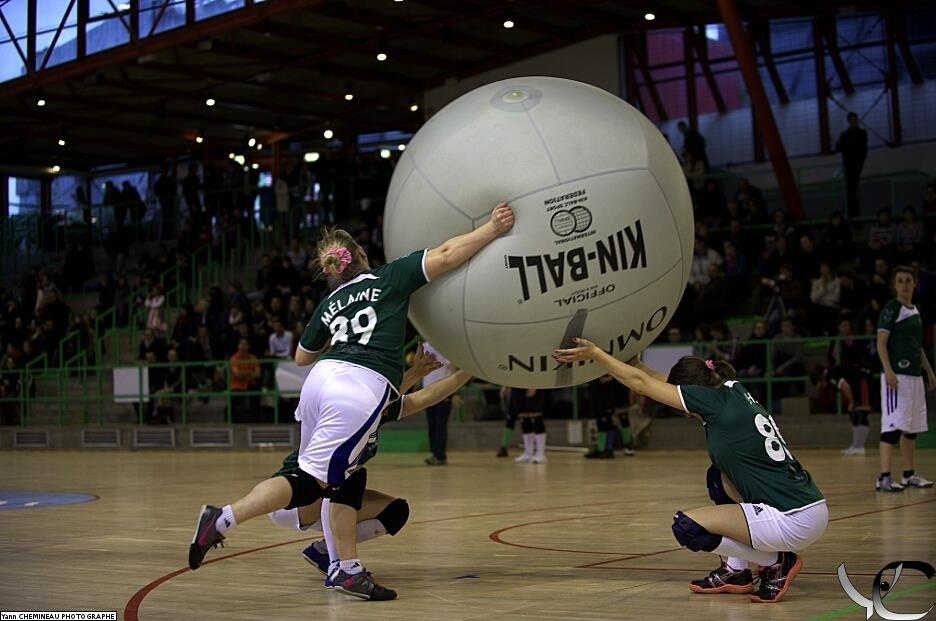
2e journée du Championnat de France au Palais des sports de beaulieu

Saison 2011-2012 - À l'aube de la saison 2011-2012, le NAKC compte désormais deux créneaux d'entraînement et poursuit son développement. Avec près de 70 licenciés à son actif cette année (45 compétition, 25 loisirs), le Nantes Atlantique Kinball Club est devenu le plus important club français en termes d'effectif. Le NAKC poursuit son développement et réalise des recrutements de choix pendant la trêve estivale.
Le club se dote ainsi d'un entraîneur professionnel, Armel Pineau, qui est aussi un joueur ayant évolué trois ans au plus haut niveau dans le championnat québécois. Par ailleurs, deux joueuses expérimentées (l'une quintuple championne de France et l'autre championne du Québec) viennent rejoindre les rangs de l'équipe féminine. En cette année de Coupe du Monde, trois joueurs et trois joueuses du NAKC ont été présélectionnés en équipe de France. Finalement, seules les trois filles ont été retenues en équipe nationale.
Le début de cette saison 2011-2012 est aussi marqué par l'arrivée de nombreux novices en quête d'un nouveau sport.
Cette année, le NAKC supervise également la création de créneaux jeunes ou découverte du kin-ball dans différents quartiers de la Ville de Nantes. Des éducateurs proposent cette activité aux enfants.
Saison 2012-2013 - Le club dispose d'un créneau supplémentaire, ce qui permet aux licenciés d’augmenter leur temps d’entraînement. Cette année, le club présente le même nombre d’équipes au championnat de France que la saison précédente : cinq équipes masculines et deux équipes féminines. Deux équipes masculines nantaises sont en division 1 et trois autres en divisions 3. Chez les filles, l'équipe 1 championne de France évolue en division 1 et l'équipe 2 en division 2.
Le Nantes Atlantique Kinball Club comptabilise 90 licenciés. Les licenciés compétition s’entraînent le lundi soir au gymnase de la Joliverie et le jeudi soir au gymnase de la Ripossière et les licenciés loisirs s’entraînent au gymnase d’Emile Morice le mercredi soir.
Chez les femmes, Nantes 1, les Eléphants Roses, conservent leur titre de championnes de France. Elles terminent 1re de la D1F à égalité avec Rennes 1, mais emportent la victoire dans une finale à 2 équipes. Nantes 2, les Barry Girls, ont démontré une progression cette saison. Elles terminent 2e de la D2F et sont donc vices-championnes.

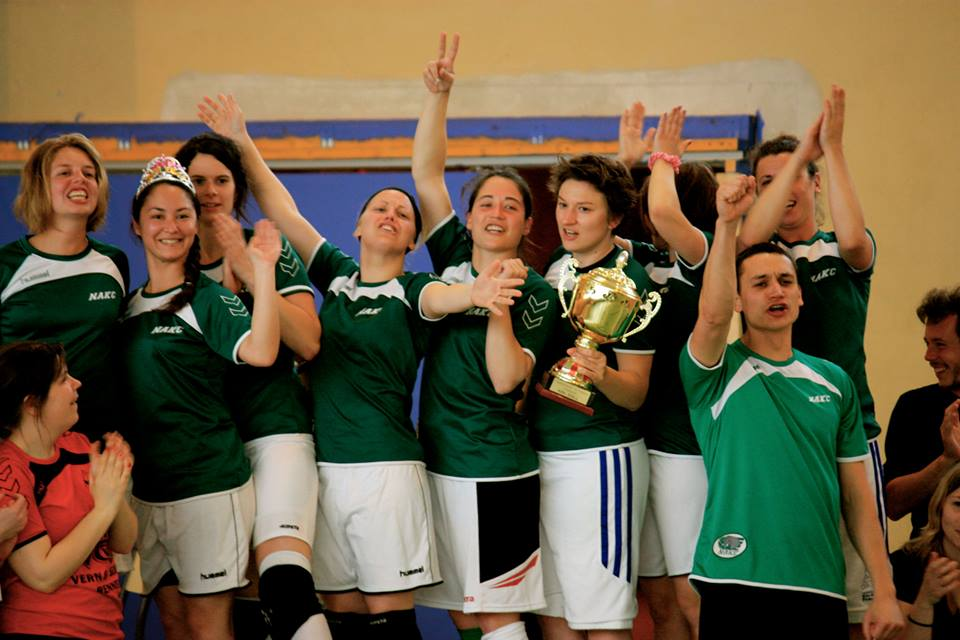
Podium de la D1F (Première division féminine)

Chez les hommes, Nantes 1, les Eléphants d'Afrique, remplissent leur objectif de podium. Ils terminent 3e de la D1M. Nantes 2, les Pachydermes, ont eu une saison plus incertaine puisqu'ils n'ont jamais pu accrocher une seule victoire. Ils terminent 7e de la D1M. Nantes 3, les Eléfunks, reversés en D3M, terminent 5e. Nantes 4, les All Nakcs, composés exclusivement de nouveaux joueurs, terminent à la 6e place de D3M. Nantes 5, les Babaracudas, avaient rejoint le Championnat en janvier car tous issus du créneau loisirs du NAKC et entraînés par Damien Desnous. Elle n'a concédé aucune défaite et termine sur le podium de la D3M, avec une 3e place.
Saison 2013-2014 - Pour la saison 2013-2014, le club approche de la centaine de licenciés avec environ 50 personnes inscrites en compétition et 40 en créneau loisirs. Pour le Championnat de France, le club présentait 6 équipes masculines et 3 équipes féminines.
Chez les femmes, Nantes 1 conserve de nouveau son titre de championne de France en terminant 1re de la D1F. Les deux autres équipes féminines, Nantes 2 et Nantes 3, terminent respectivement à la 4e et 6e place de cette même division.
Chez les hommes, les membres de Nantes 1 sont passés tout près du titre mais terminent finalement 3e. Nantes 2 termine 6e de la première division et remporte le barrage pour le maintien en D1M.
Nantes 3 est 2e de D2M et perd le barrage pour la montée contre leurs collègues de Nantes 2.
Nantes 4 et Nantes 5 étaient en D3M cette année. Nantes 4, composé de nouveaux joueurs, termine 4e et les joueurs de Nantes 5, tous membres du créneau loisirs, finissent la saison champions de D3M.
Une seconde équipe de joueurs loisirs, Nantes 6, a fait ses débuts en D4M et termine 4e.
Saison 2014-2015 - Les équipes des Éléphants Roses (Nantes 1 Féminin), des Barry Girls (Nantes 2 Féminin) et des Quater’NAKC (Nantes 3 Féminin) évoluaient toutes les trois dans le championnat féminin qui compte deux divisions de 5 et 6 équipes cette année.
Les équipes féminines ont procédé à des matchs de qualification afin de répartir les équipes en Division 1 et Division 2. En début de saison, deux poules étaient constituées parmi les 11 équipes inscrites. À l'issue de cette phase préliminaire, Nantes 1F et Nantes 2F ont naturellement été qualifiées en DlF tandis que Nantes 3F fut reversée en D2F.
Au terme de la saison, Nantes 1 remporte le titre pour la quatrième année consécutive. Nantes 2 et Nantes 3 font une saison plus mitigée, finissant respectivement avant-dernière et dernière de leurs divisions respectives.
Chez les hommes, la Division 1 est fixée chaque année en fonction de la saison précédente avec une montée descente (dernier de D1, premier de D2) + un match de barrage entre l'avant-dernier de D1 et les deuxième et troisième de D2. De ce fait les Eléphants d'Afrique (Nantes 1) et les Eléphanfarons (Nantes 2) étaient encore qualifiés en D1. Les 4 autres équipes masculines du NAKC ont procédé à des matchs de qualification afin de les répartir entre les Division 2, 3 et 4. Trois poules étaient constituées parmi les 15 autres équipes inscrites. À l'issue de cette phase préliminaire, les Babaracoudas (Nantes 5), toujours issus de la section loisirs du club, se sont qualifiés en D2, les Eléfantas (Nantes 3) et les Olifants (Nantes 4) en D3 et les Babarorhums (Nantes 6), toujours loisirs eux aussi, en D4.
Au terme de la saison, Nantes 1 n'est qu'à une marche du titre et finit 2e de D1. Nantes 2 fait une belle saison en finissant 4e de D1. En revanche, l'année fut compliquée pour Nantes 5, surclassés en D2, qui finit avant-dernier. Mais les autres équipes s'en sortent davantage dans les divisions inférieures, Nantes 3 remportant le titre de D3 pour une deuxième année consécutive et Nantes 4 finit sur ce même podium à la 3e place. Enfin, Nantes 6 remporte également le titre de D4.
Finalement, une bonne saison pour le NAKC avec trois titres de Champion de France (D1F, D3M et D4M) et 2 podiums (D1M et D3M).

### La période actuelle
Saison 2015-2016 - Au cours de la saison 2015/2016, le NAKC garde le cap des 100 licenciés (45 compétitions et 55 loisirs). Cette année fut marquée par la modification du créneau du mardi soir. En effet, le mardi, des juniors ont pu venir s’entraîner en même temps que les compétitions.
Cette année fut moins prolifique aux équipes du NAKC avec aucun titre remporté et 3 podiums. La saison a été marquée par l’entrée en matière d’une équipe féminine en Loisir. Pour ces premiers pas dans la compétition, son résultat est très honorable en finissant au pied du podium de la D2.
Résultats des équipes engagées cette saison :
- Chez les femmes, Nantes 1 3e de D1, Nantes 2 6e de D1 et Nantes 3 4e de D2
- Chez les hommes, Nantes 1 2e de D1, Nantes 2 6e de D1, Nantes 3 4e de D2, Nantes 4 5e de D2, Nantes 5 3e de D3 et Nantes 6 7e de D2

En 2016, la Coupe du Monde des Nations a lieu à Madrid. Trois joueuses nantaises sont sélectionnées pour défendre les couleurs de la France, et leur coach adjoint est nantais lui aussi ! Deux arbitres internationaux viennent également du NAKC.
En parallèle de cette Coupe du Monde, la Coupe du Monde des clubs est organisée. Quatre équipes composées de joueurs du NAKC en tout ou partie y participent : El Equipo K, The Ramones, Les Kinocéros et ArNakc.
Le club d’Angers organise la 1ère Coupe de France de Kinball lors de cette saison. Trois équipes du NAKC représentent les éléphants jusqu’en finale de chaque compétition (Coupe de France Masculine, Coupe de France Féminine et Trophée de France Masculine). Nantes 2 triomphe et devient le premier vainqueur du Trophée de France.
Saison 2016-2017 - Lors de la saison 2016/2017, le contingent d’éléphants est de 110 licenciés : 17 juniors, 51 sur le créneau compétition et 42 sur le créneau loisirs. Après satisfaction du créneau junior testé l’année précédente, le NAKC met en place un créneau dédié pour les juniors le samedi matin.
Cette année, le NAKC obtient de très bons résultats au sein de l’ensemble de ses équipes, lors des diverses journées de championnat, malgré l’absence de titre. Il faut noter la présence de 4 équipes féminines dans la compétition.
Résultats des équipes engagées cette saison :
- Chez les femmes, Nantes 1 3e de D1, Nantes 2 3e de D2, Nantes 3 7e de D1 et Nantes 4 5e de D2
- Chez les hommes, Nantes 1 4e de D1, Nantes 2 6e de D1, Nantes 3 7e de D2, Nantes 4 2e de D3, Nantes 5 6e de D2 et Nantes 6 3e de D3

La Coupe de France 2017 à Nantes - La seconde Coupe de France de Kinball est également organisée par le NAKC les 1er et 2 juillet 2017. Les meilleures équipes de France se réunissent pour disputer les matchs de Poule le samedi et les finales/matchs de classement le dimanche. Comme l’année dernière la compétition masculine a été divisée en 2 : Coupe de France et Trophée de France où Nantes est tenant du titre.
L’équipe de Nantes 2 perd son titre au détriment des Ponts-de-Cé et prend la place de vice-champion. Quant à elles, les équipes 1 masculines et féminines remportent chacune la Coupe de France.
Saison 2017/2018 - Lors de cette saison, le club compte 123 licenciés dont 23 juniors, 52 sur le créneau compétition et 48 sur le créneau loisirs. Le créneau jeunes continue de croître et le club accueillera ses premiers Opens juniors cette année.
Cette année, le NAKC place cinq de ses équipes sur des podiums. En D3 masculine, le podium est composé de deux équipes du NAKC, avec la victoire de Nantes 5 et la troisième place de Nantes 3. L’équipe de Nantes 1 masculin remonte sur le podium de D1, tandis que Nantes 1 féminin enchaîne son 7ème podium de D1. Nantes 2 masculin accroche également un podium en D2.
Résultats des équipes engagées cette saison :
- Chez les femmes, Nantes 1 3e de D1, Nantes 2 5e de D1, Nantes 3 3e de D2A et Nantes 4 4e de D2A
- Chez les hommes, Nantes 1 3e de D1, Nantes 2 3e de D2, Nantes 3 3e de D3, Nantes 4 4e de D3C, Nantes 5 1er de D3 et Nantes 6 5e de D3B

## Palmarès[4]

### National
- Championnat de France D1F (5)
  - Champion : 2012, 2013, 2014, 2015, 2019
- Championnat régional féminin de Ligue Ouest (1)
  - Champion : 2019
- Championnat de France D3M (3)
  - Champion : 2014, 2015, 2018
- Championnat de France D4M (1)
  - Champion : 2015
- Coupe de France masculine (1)
  - Champion : 2017, 2019
- Coupe de France féminine (1)
  - Champion : 2017
- Trophée de France masculin (1)
  - Champion : 2016

### International
- Championnat européen des clubs de kin-ball (2)[5],[6]
  - Champion : 2013, 2014

## Effectif actuel
Le Nantes Atlantique Kinball Club présente cette saison encore 10 équipes évoluant dans le Championnat de France FKBF 2017-2018 :
- 6 équipes masculines : Nantes 1 en D1M, Nantes 2 en D2M et Nantes 3, 4, 5 et 6 en D3M.
- 4 équipes féminines : Nantes 1, 2 en D1F et Nantes 3 et 4 en D2F.

## Sélections internationales[7]
Plusieurs joueurs du NAKC sont régulièrement sélectionnés en Équipe de France pour disputer les différentes compétitions internationales, à savoir la Coupe d'Europe et la Coupe du Monde.
Coupe du Monde 2011 en France

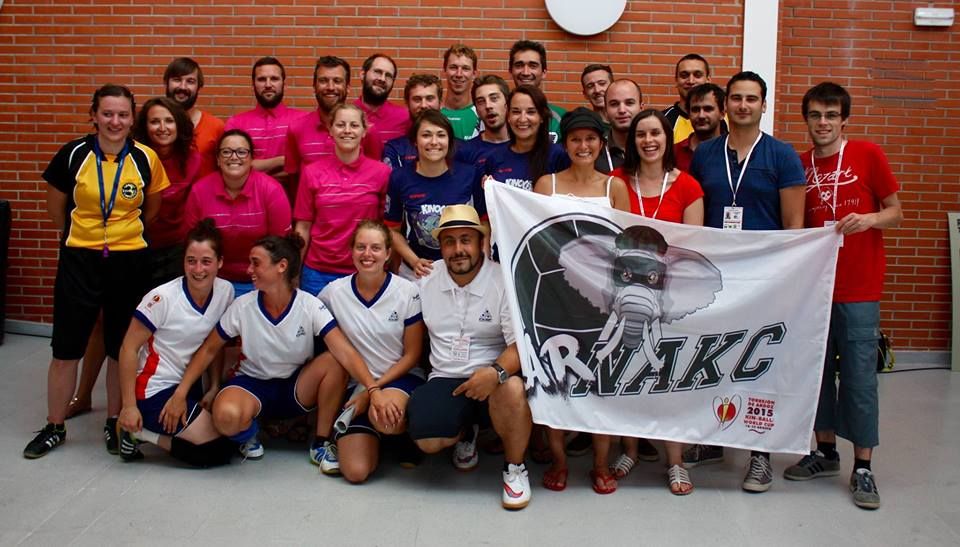
Joueurs du NAKC engagés en compétition à la Coupe du Monde et au Championnat du Monde des Clubs à Madrid en 2015

Chez les femmes, les joueuses Sarah El Sayed, Mathilde Marchand et Mélaine Le Brazic  sont sélectionnées . La France finit 4e.
Chez les hommes, pas de sélectionnés. La France finit 3e.
Coupe d'Europe 2012 en Suisse
Chez les femmes, les joueuses Sarah El Sayed, Mathilde Marchand et Mélaine Le Brazic  sont sélectionnées. La France est championne d'Europe.
Chez les hommes, les joueurs Arnaud Aillerie et Olivier Legoix sont sélectionnés. La France finit 3e.
Coupe du Monde 2013 en Belgique
Chez les femmes, les joueuses Sarah El Sayed, Mathilde Marchand, Mélaine Le Brazic, Sonia Morlan et Emilie Duthon sont sélectionnées. La France finit 4e.
Chez les hommes, les joueurs Arnaud Aillerie et François Martin sont sélectionnés. La France finit 4e.
Coupe d'Europe 2014 en République Tchèque
Chez les femmes, les joueuses Sarah El Sayed, Mélaine Le Brazic, Sonia Morlan, Emilie Duthon et Tiphaine Fusellier sont sélectionnées. La France finit 2e.
Chez les hommes, les joueurs François Martin et Lucas Guillemin sont sélectionnés. La France finit 3e.
Coupe du Monde 2015 en Espagne
Chez les femmes, les joueuses Sarah El Sayed, Emilie Duthon et Tiphaine Fusellier sont sélectionnées. La France finit 3e.
Chez les hommes, pas de sélectionnés. La France finit 2e.
À noter, la nomination en tant que sélectionneur adjoint de l'équipe féminine, de l'un des joueurs du NAKC, Charles Messaoudi.
Coupe du Monde 2017 au Japon
Chez les femmes, la joueuse Sarah El Sayed est sélectionnée. La France finit 3e.
Chez les hommes, le joueur François Hersant est sélectionné. La France finit 5e.
Nominations également en tant que sélectionneurs adjoints, de Charles Messaoudi pour l'équipe féminine et d'Ugo Bessière pour l'équipe masculine.
Coupe d'Europe 2018 en Slovaquie
Chez les femmes, les joueuses Marie Bovineau, Sarah El Sayed et Tiphaine Fusellier sont sélectionnées.
Chez les hommes, les joueurs Robin Crossman, François Hersant et Vincent Hersant sont sélectionnés.
Nomination une nouvelle fois de Charles Messaoudi en tant que sélectionneur adjoint de l'équipe féminine.